# Pronous valle
Pronous valle là một loài nhện trong họ Araneidae.
Loài này thuộc chi Pronous. Pronous valle được Herbert Walter Levi miêu tả năm 1995.